# NGC 415
NGC 415 је спирална галаксија у сазвежђу Вајар која се налази на NGC листи објеката дубоког неба.
Деклинација објекта је - 35° 29' 25" а ректасцензија 1h 10m 5,5s. Привидна величина (магнитуда) објекта NGC 415 износи 13,5 а фотографска магнитуда 14,3. Налази се на удаљености од 79,493 милиона парсека од Сунца. NGC 415 је још познат и под ознакама ESO 352-14, MCG -6-3-24, IRAS 01077-3545, PGC 4161.